# Kolonialpolizeischule Oranienburg

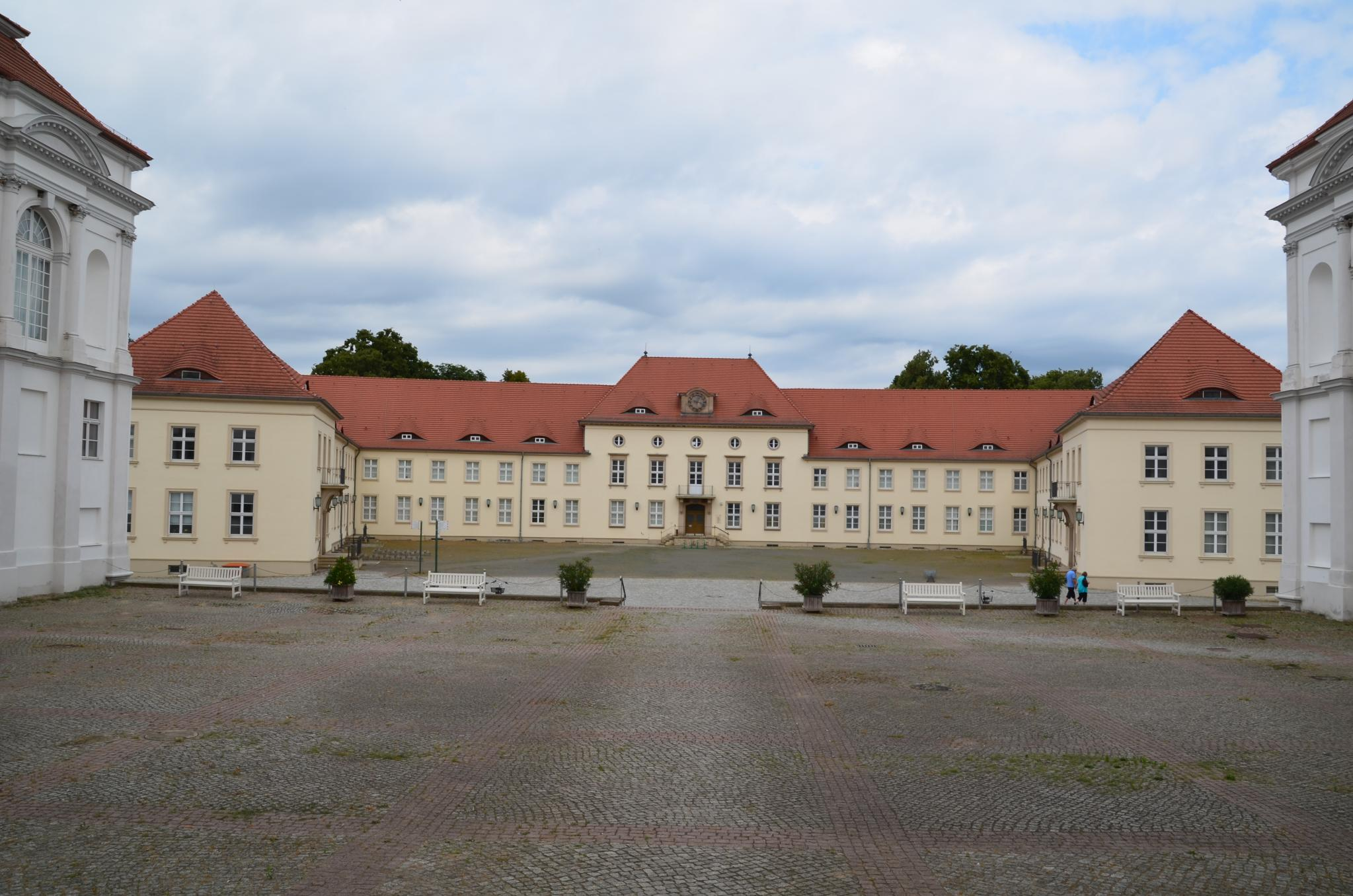
Erweiterungsbau im nördlichen Schlosshof, in dem sich die Kolonialpolizeischule befand.

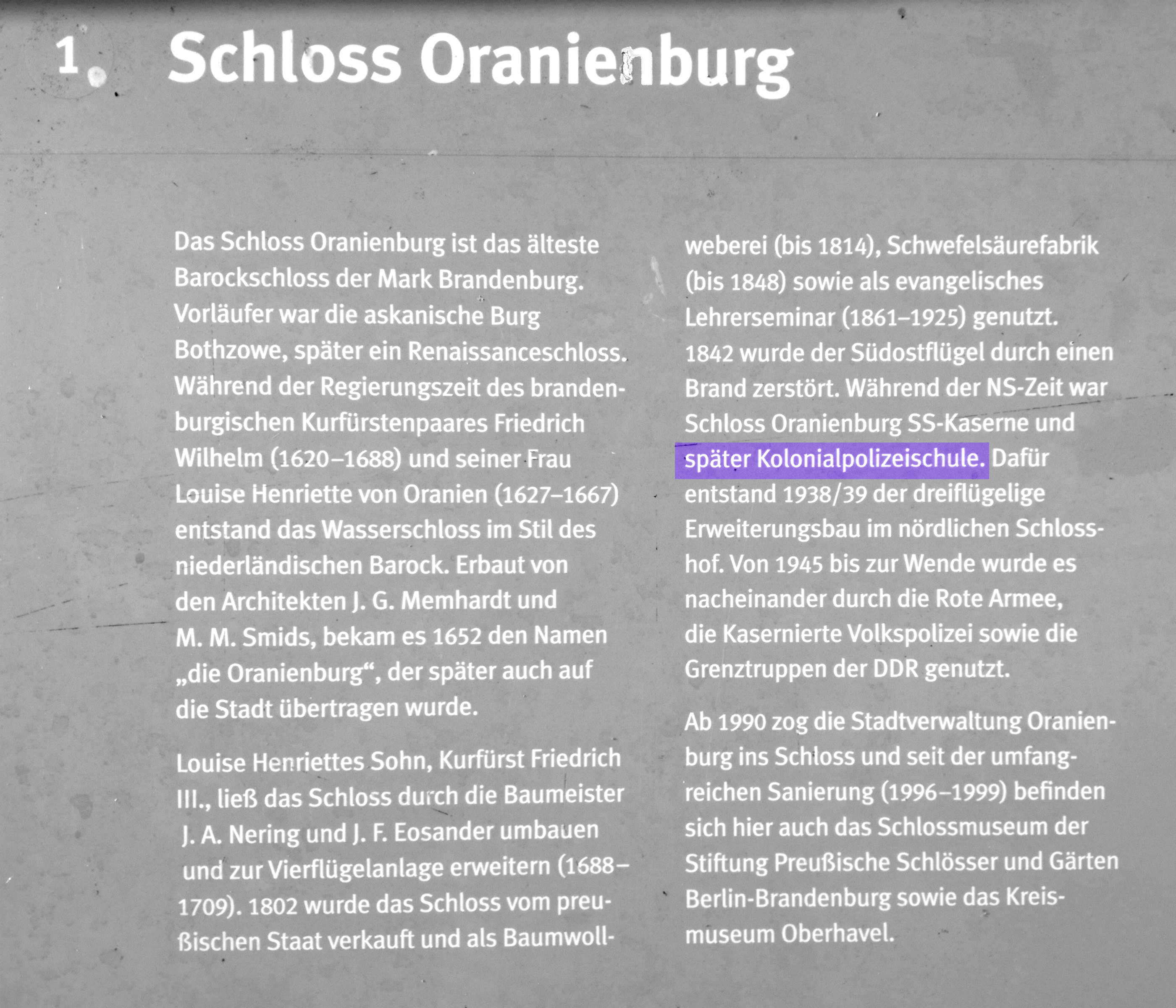
Hinweistafel am Schloss Oranienburg mit Nennung der Kolonialpolizeischule.

Die Kolonialpolizeischule Oranienburg war eine von zwei Kolonialpolizeischulen im nationalsozialistischen Deutschen Reich. Die zweite befand sich in Wien-Strebersdorf.

## Geschichte
Als Vorbereitung zur zukünftigen (Rück-)Eroberung von Kolonien in Afrika erhielten im Februar 1938 ausgewählte Ordnungspolizisten einen Kolonial-Sonderkurs an der Ausland-Hochschule der Polizei in Berlin. Lerninhalte waren Sprachunterricht, Kartografie, Kolonialrecht, Tropenhygiene und Kolonialtechnik.
Im März 1939 meldeten sich 380 Offiziere und 2000 Wachtmeister der Ordnungspolizei freiwillig für die künftige Kolonialpolizei.
Dazu wurde im Frühjahr 1941, auf Anweisung des Reichsführers SS und Chef der Deutschen Polizei, Heinrich Himmler, in einem Erweiterungsbau auf dem Gelände des Oranienburger Schlosses eine Kolonialpolizeischule eingerichtet, in der ausgewählte Beamte der Ordnungspolizei auf den Dienst in den zukünftigen deutsche Kolonien vorbereitet werden sollten. Die Schule, die 600 Polizisten gleichzeitig ausbilden konnte, wurde durch Kurt Daluege am 21. April eröffnet. Erster Kommandeur war Oberst der Gendarmerie Herbert Jilski.
Der erste Lehrgang begann vier Tage vor der offiziellen Eröffnung. Am 1. September 1941 startete der zweite Lehrgang mit 300 Feldgendarmen.
Aufgrund der Kriegslage, die einen Einsatz der Kolonialpolizisten in ihrem vorgesehenen Einsatzgebiet obsolet machte, wurde die Kolonialpolizeischule im März 1943 aufgelöst.